# Zuflüsse der Fliede
Zuflüsse der Fliede este o arie protejată (arie specială de conservare — SAC, sit de importanță comunitară — SCI) din Germania întinsă pe o suprafață de 95,87 ha, integral pe uscat.

## Localizare
Centrul sitului Zuflüsse der Fliede este situat la coordonatele 50°27′30″N 9°43′01″E / 50.4583°N 9.7169°E.

## Înființare
Situl Zuflüsse der Fliede a fost declarat sit de importanță comunitară în noiembrie 2004 pentru a proteja 5 specii de animale. Situl a fost protejat și ca arie specială de conservare în martie 2008.

## Biodiversitate
Situată în ecoregiunea continentală, aria protejată conține 3 habitate naturale: Cursuri de apă de la nivel de câmpie la nivel montan, cu vegetație Ranunculion fluitantis și Callitricho-Batrachion, Păduri de fag Luzulo-Fagetum, Păduri aluvionare cu Alnus glutinosa și Fraxinus excelsior (Alno-Padion, Alnion incanae, Salicion albae).
La baza desemnării sitului se află mai multe specii protejate:
- păsări (2): pescăruș albastru (Alcedo atthis), mierla de apă (Cinclus cinclus)
- nevertebrate (2): phengaris nausithous (Maculinea nausithous), Margaritifera margaritifera
- pești (1): cicar (Lampetra planeri)

Pe lângă speciile protejate, pe teritoriul sitului au mai fost identificate 2 specii de plante, 4 specii de nevertebrate, 1 specie de pești.